# Ludwig Darmstädter
Ludwig Darmstädter (ur. 9 sierpnia 1846 w Mannheim, zm. 18 października 1927 w Berlinie) – niemiecki taternik i alpinista.
Ludwig Darmstädter wspinaczkę uprawiał główne w Alpach. W Tatrach pojawił się jedynie w 1899 roku, swoich tatrzańskich przejść dokonał w towarzystwie przewodnika Hansa Stabelera i innego niemieckiego taternika Augusta Otto. Swoją tatrzańską wycieczkę opisał w którymś z czasopism alpinistycznych.
Jego tatrzańskie osiągnięcia upamiętnione zostały nazewnictwem opadającego spod Przełęczy Tetmajera do Doliny Wielickiej Żlebu Darmstädtera i drogi taternickiej wiodącej nim na wierzchołek Gerlacha.

## Ważniejsze tatrzańskie osiągnięcia wspinaczkowe
- pierwsze przejście Żlebu Karczmarza, wraz ze Stabelerem i Augustem Otto,
- pierwsze przejście Żlebu Darmstädtera, wraz ze Stabelerem.